# Sphinia colliguajae
Sphinia colliguajae är en insektsart som beskrevs av Burckhardt och Ouvrard 2001. Sphinia colliguajae ingår i släktet Sphinia och familjen rundbladloppor. Inga underarter finns listade i Catalogue of Life.